# Hinterland (seizoen 3)
Dit artikel vat het derde seizoen van Hinterland samen. Dit seizoen liep van 30 oktober 2016 tot 18 december 2016 en bevatte vier afleveringen, in het Verenigd Koninkrijk werden deze afleveringen in twee delen uitgezonden.

## Rolverdeling

### Hoofdrol
- Richard Harrington – als hoofdinspecteur (DCI) Tom Mathias
- Mali Harries – als inspecteur (DI) Mared Rhys
- Alex Harries – als rechercheur (DC) Lloyd Elis
- Hannah Daniel – als rechercheur (DS) Siân Owen
- Aneirin Hughes – als superintendent Brian Prosser

### Terugkerende rollen
- Geraint Morgan - Iwan Thomas
- Llyr Ifans - Gareth Thomas
- Geraint Lewis - dr. Haydn Blake
- Sioned Dafydd - Elin Rhys
- Gwen Ellis - Agnes Jones
- Sian Reese-Williams - Manon
- Richard Lynch - superintendent John Powell
- William Thomas - Robert Owen

## Afleveringen
| Nr. | Aflevering | Titel                     | Regisseur   | Schrijver(s) | Uitzenddatum                      |  |
| --- | ---------- | ------------------------- | ----------- | ------------ | --------------------------------- |  |
| 18 19 | 1          | Aflevering 3.1 deel 1 + 2 | Gareth Bryn | Debbie Moon  | 30 oktober 2016 6 november 2016   |  |
| De moord op Elwyn Jones leidt hoofdinspecteur Mathias en zijn team naar diepe geheimen in een kleine boerengemeenschap in het landelijke Aberystwyth. Ondertussen onderzoekt rechercheur Owens de aanslag op Mathias, en verdenkt Iwan Thomas hiervan. Superintendent Brian Prosser wil koste wat kost Mathias, en zeker zichzelf, beschermen wanneer de waarheid hierover boven dreigt te komen. Wanneer de identiteit van de dader bekend dreigt te worden op de moord van Elwyn, worden Mathias en Rhys gedwongen de families te confronteren met de waarheid die waarschijnlijk hen zal verscheuren. Mathias gaat ondertussen op zoek naar Iwan Thomas, niet wetende dat Iwan dezelfde tijd een geheime afspraak heeft met Prosser. |            |                           |             |              |                                   |  |
| 20 21 | 2          | Aflevering 3.2 deel 1 + 2 | Ed Thomas   | Cynan Jones  | 13 november 2016 20 november 2016 |  |
| Na de verdwijning van Iwan Thomas besluit Prosser zich afzijdig te houden van deze zaak, dit nadat hij een beschuldigde vinger wijst naar Mathias. Ondertussen wordt een curator dood en begraven gevonden in een bosland, dit leidt Mathias en zijn team naar de geschiedenis van de lokale artiest Lewis John. Lewis kan het team echter een waterdicht alibi overleggen, hierdoor wordt hij niet langer verdacht. Owen onderzoekt ondertussen verder de aanslag op Mathias, en volgt een spoor dat de auto van Iwan Thomas is gezien bij Devil’s Bridge. Daar aangekomen vindt zij het levenloze lichaam van Iwan, onderaan het ravijn. De dood van Iwan laat Prosser besluiten om een onderzoeker van buiten aan te stellen, superintendent John Powell, om de dood van Iwan te onderzoeken. Hij is verrast als hij ontdekt dat John een romantische geschiedenis heeft met Rhys. Owen wordt bij het onderzoek van John gesteld, en wijst meteen een beschuldigende vinger naar Mathias. De broer van Iwan, Gareth, verklaart aan hen dat Mathias op zoek was naar Iwan op de avond van zijn dood. Ondertussen voert Mathias nog steeds onderzoek naar de moordenaar op de curator, en ontrafelt cruciaal bewijs dat de moordenaar niemand anders is dan haar vriend Ifan. |            |                           |             |              |                                   |  |
| 22 23 | 3          | Aflevering 3.3 deel 1 + 2 | Gareth Bryn | Jeff Murphy  | 27 november 2016 4 december 2016  |  |
| Een schietpartij op een afgelegen tankstation leidt Mathias en zijn team naar een zoektocht van een schizofrene man die later zijn eigen zoon ontvoert. Mathias gaat later alleen op zoek in een verlaten gebied, en komt in een woning oog in oog te staan met de gewapende verdachte. Ondertussen komt Powell steeds dichter bij wat er werkelijk gebeurd is met Iwan Thomas, Gareth overhandigd hem geheime dossiers met bewijzen over de betrokkenheid van Prosser in kindermisbruik. Mathias wordt door de man samen met de bewoonster gegijzeld in haar huis, en probeert ondertussen te onderhandelen met de dader voor hun vrijheid. Het team ontdekt dan dat Mathias vermist wordt, en start een zoektocht naar hem. Wanneer de locatie van Mathias wordt ontdekt bereidt de gewapende politie een inval voor, Mathias wil voorkomen dat dit escaleert en probeert voor de laatste keer de dader zelf te overmeesteren. Powell bezoekt voormalig superintendent Robert Owen voor verder onderzoek naar kindermisbruik en de dood van Iwan, Robert probeert hem over te halen om zijn onderzoek te stoppen door gebruik van chantage. |            |                           |             |              |                                   |  |
| 24 25 | 4          | Aflevering 3.4 deel 1 + 2 | Ed Thomas   | Mark Andrew  | 11 december 2016 18 december 2016 |  |
| De zelfmoord van de veroordeelde moordenaar Caitrin John geeft Mathias verrassend nieuw bewijs in de verdachte dood van Iwan Thomas. Powell heeft zijn onderzoek naar de dood van Iwan gesloten, dit na druk van zijn leidinggevenden. Mathias besluit dan samen met Rhys en eigen onderzoek te starten naar de dood van Iwan. De verdwijning van een lokale huisarts, die een connectie had met het kindertehuis, in 1994 blijkt de sleutel te zijn voor de oplossing van de hele zaak. Prosser probeert ondertussen Mathias te weerhouden van zijn onderzoek, dit door hem te schorsen van zijn werk, voordat hij de waarheid kan openbaren. Prosser voelt echter nattigheid en probeert zijn voormalige baas Robert Owen te overhalen alles op te biechten over wat er in het kindertehuis gebeurd is. Prosser kan dan echter zijn emoties niet bedwingen, wat leidt tot de dood van Robert. Rechercheur Owen ontdekt dan dat Prosser de laatste persoon was die contact had met Iwan, en Mathias heeft nu geen andere keus dan Prosser te arresteren voor de dood van Iwan. Dit zorgt ervoor dat het onderzoek in een stroomversnelling raakt, en een netwerk van kindermisbruikers naar buiten komt en de gehele zaak kan worden opgelost.                                |            |                           |             |              |                                   |  |